# ليونارد همفريز
ليونارد همفريز (بالإنجليزية: Leonard Humphries)‏ هو لاعب كرة القدم الكندية أمريكي، ولد في 19 يونيو 1970 في آكرون في الولايات المتحدة.

## وصلات خارجية
- ليونارد همفريز على موقع مرجع كرة القدم المحترفة.كوم (الإنجليزية)
- ليونارد همفريز على موقع JustSportsStats.com (الإنجليزية)
- ليونارد همفريز على موقع كلية كرة القدم في سبورتس رفرنس.كوم (الإنجليزية)